# Relaciones España-Indonesia
Las relaciones España-Indonesia se refiere a las relaciones bilaterales entre Indonesia y España. España identifica a Indonesia como su aliado natural y ha nombrado a Indonesia como una nación prioritaria en sus relaciones exteriores con la región del Sudeste Asiático. Hoy en día, la cooperación se ha ampliado a diversos campos, desde el comercio, la cultura al sector de la educación y la tecnología de defensa.

## Historia
El contacto inicial entre España y los primeros reinos en islas orientales de Indonesia fue hecho en el siglo XVI, a pesar de que los portugueses, británicos y neerlandeses ejercían sus dominios coloniales en el archipiélago indonesio.
Durante la Era de los Descubrimientos a principios del siglo XVI, el rey Carlos I de España envió a Fernando de Magallanes para encontrar la ruta hacia el oeste para llegar a las islas de las especias. Durante este período, España trataba de impugnar la dominación portuguesa en el archipiélago del este de Indonesia, y brevemente gobernó el norte de Célebes y Tidore en las Molucas, antes de que fuera empujada hacia el norte, al archipiélago filipino por la Compañía Neerlandesa de las Indias Orientales en 1663. Como resultado, a diferencia de sus homólogos portugueses y holandeses, las influencias españolas en el archipiélago de Indonesia fueron breves y bastante mínimas, ya que se establecieron en las Filipinas en su lugar.
Las relaciones diplomáticas comenzaron oficialmente en 1958, siguieron con el establecimiento de embajadas en las capitales de cada contraparte. En las secuelas del tsunami de 2004, el ejército, junto con la ayuda de otras organizaciones internacionales, estuvo involucrado en los esfuerzos de socorro en Aceh y Nias.

## Visitas de Estado
Durante el 5-8 de febrero de 2007, la Reina Sofía visitó Indonesia, e inspeccionó los proyectos de ayuda de España para la reconstrucción de Aceh y Nias después de la destrucción del tsunami de 2004, también un proyecto de conservación de la naturaleza en el parque nacional de Gunung Leuser. La reina visitó Banda Aceh, Medan, Nias y Yakarta para rendir visita de cortesía al presidente de Indonesia Susilo Bambang Yudhoyono. Durante su visita, la reina expresó su admiración y asombro de lo bien que Indonesia gestiona su país a pesar de la enorme diversidad de su gente.

## Cooperación en tecnología y defensa
Desde la década de 1980 España e Indonesia se han embarcado en asociación estratégica en tecnología aeronáutica; las empresas de España CASA y de Indonesia IPTN (anteriormente conocida como Nurtanio) han codiseñado y coproducido el CN-235, un avión de transporte medio. Más tarde, España lo ha desarrollado aún más hasta el modelo C-295 y ha designado a Indonesia para su producción conjunta y como distribuidor en la región de Asia. Indonesia ha pedido previamente nueve C-295s. En 2013 España e Indonesia han firmado un memorando de entendimiento para mejorar la cooperación de defensa, que incluye formación, planificación, innovación, apoyo logístico y adquisición de productos de defensa.

## Comercio e inversiones
El valor total del comercio entre dos naciones alcanzó 1920 millones de US$ en 2008, 2080 millones de US$ en 2009 y 2180 millones de dólares en 2010. La balanza comercial en su mayoría a favor de Indonesia, con superávits en el período 2005-2010; en 2009 Indonesia registró 1580 millones de US$ de superávit y 1620 millones de US$ de superávit en 2010. España ocupa el lugar 14 de los socios de exportación de Indonesia comprando carbón, cobre, palma aceitera, caucho natural y electrónica. Por otro lado, España vende aviones, aluminio, papel de fumar y medicamentos a Indonesia.
La inversión de España en Indonesia se considera que no ha alcanzado su verdadero potencial, ya que hay espacio para crecer. En el periodo de cinco años (2005-2010), la inversión de España ha alcanzado el valor de 48,9 millones de US$ en 17 proyectos, principalmente en los sectores de la construcción, química y farmacéutica, el transporte, la logística, almacenaje y comunicaciones, mayoritariamente ubicados en Java y Bali.

## Misiones diplomáticas residentes
- España tiene una embajada en Yakarta y consulados honorarios en Denpasar, Bali.
- Indonesia tiene una embajada en Madrid y consulados honorarios en Barcelona y Las Palmas.

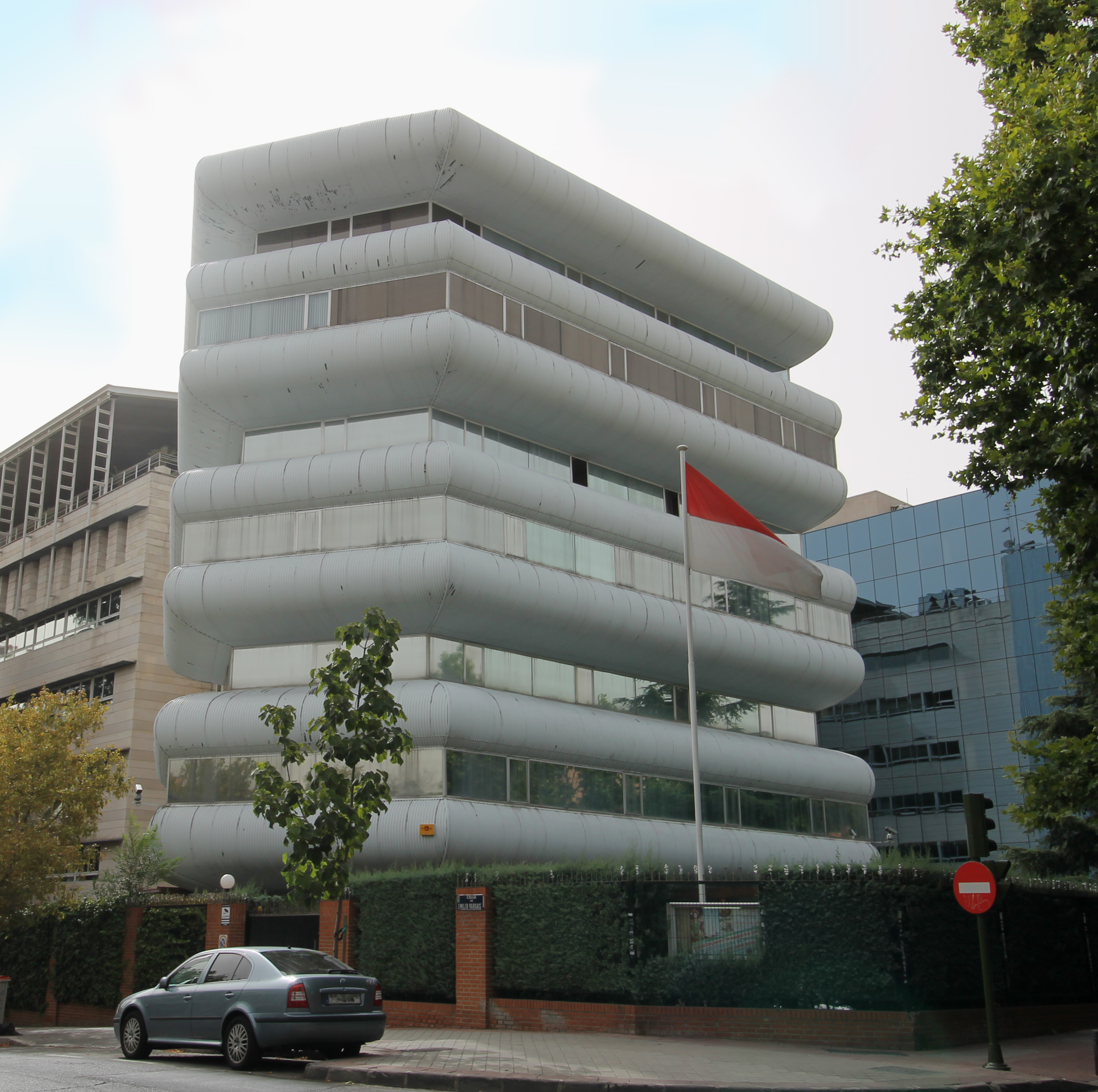
Embajada de Indonesia en Madrid.
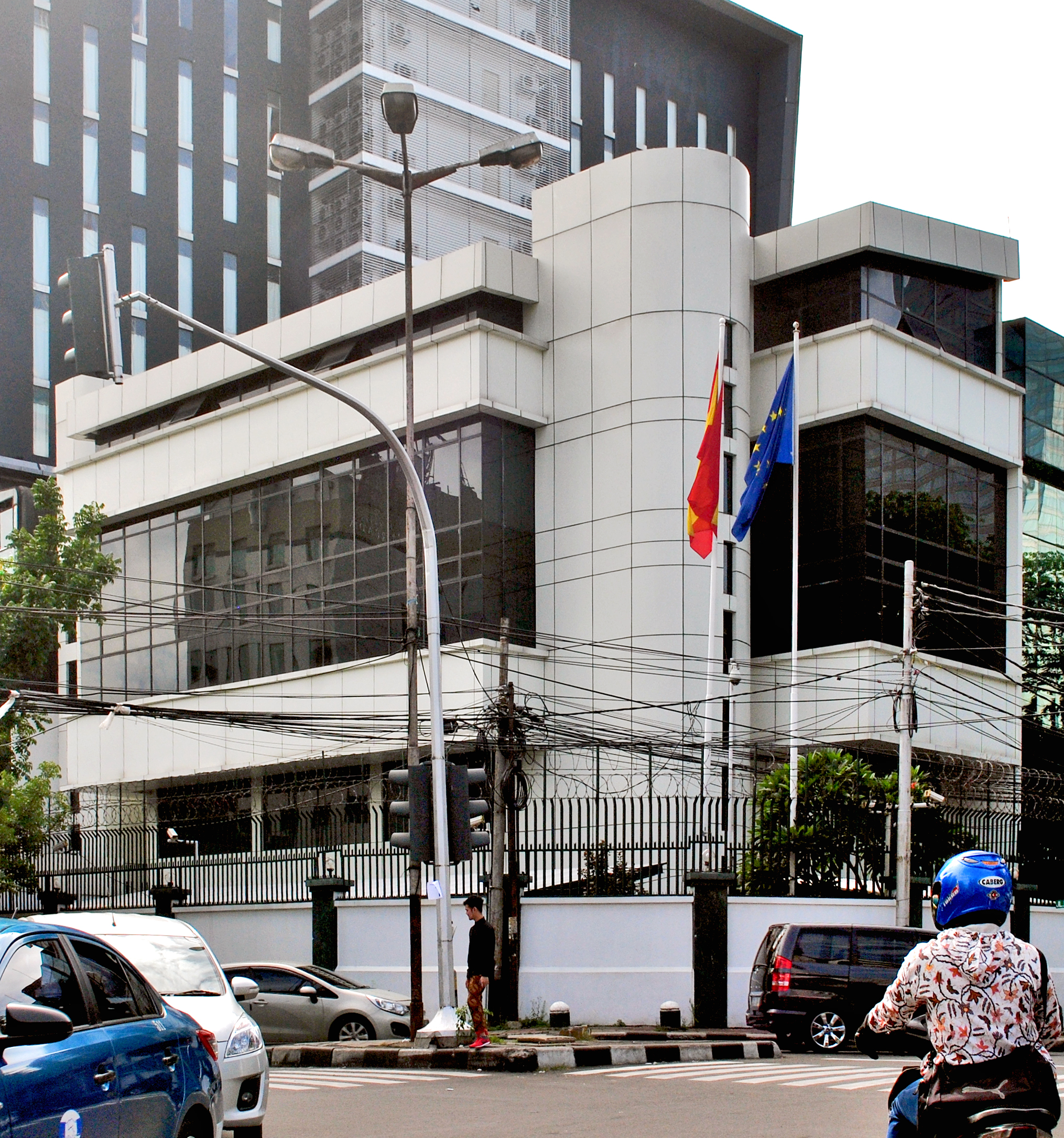
Embajada de España en Yakarta.